# Gobelin-Manufaktur

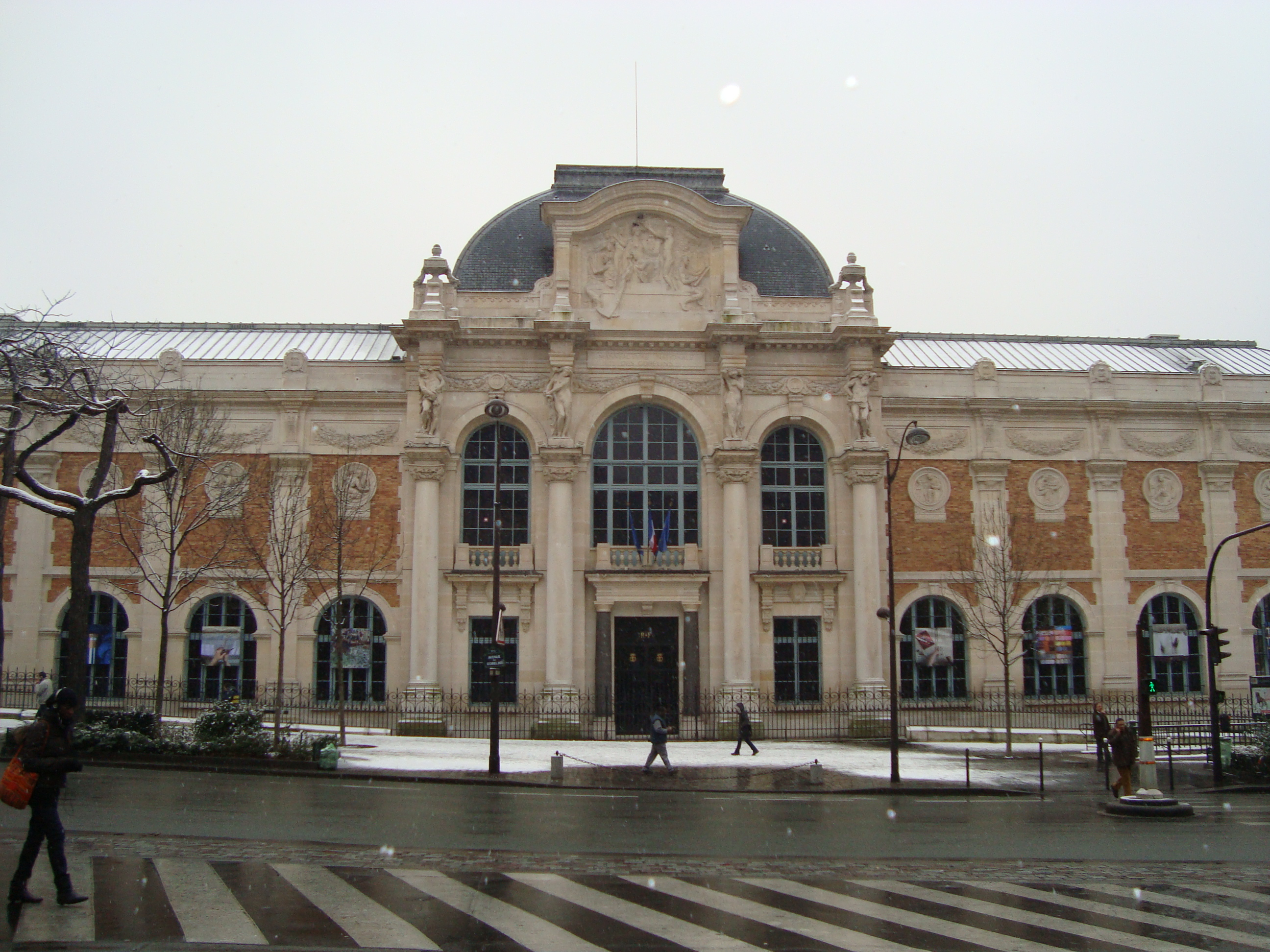
Die Manufaktur in der Avenue des Gobelins

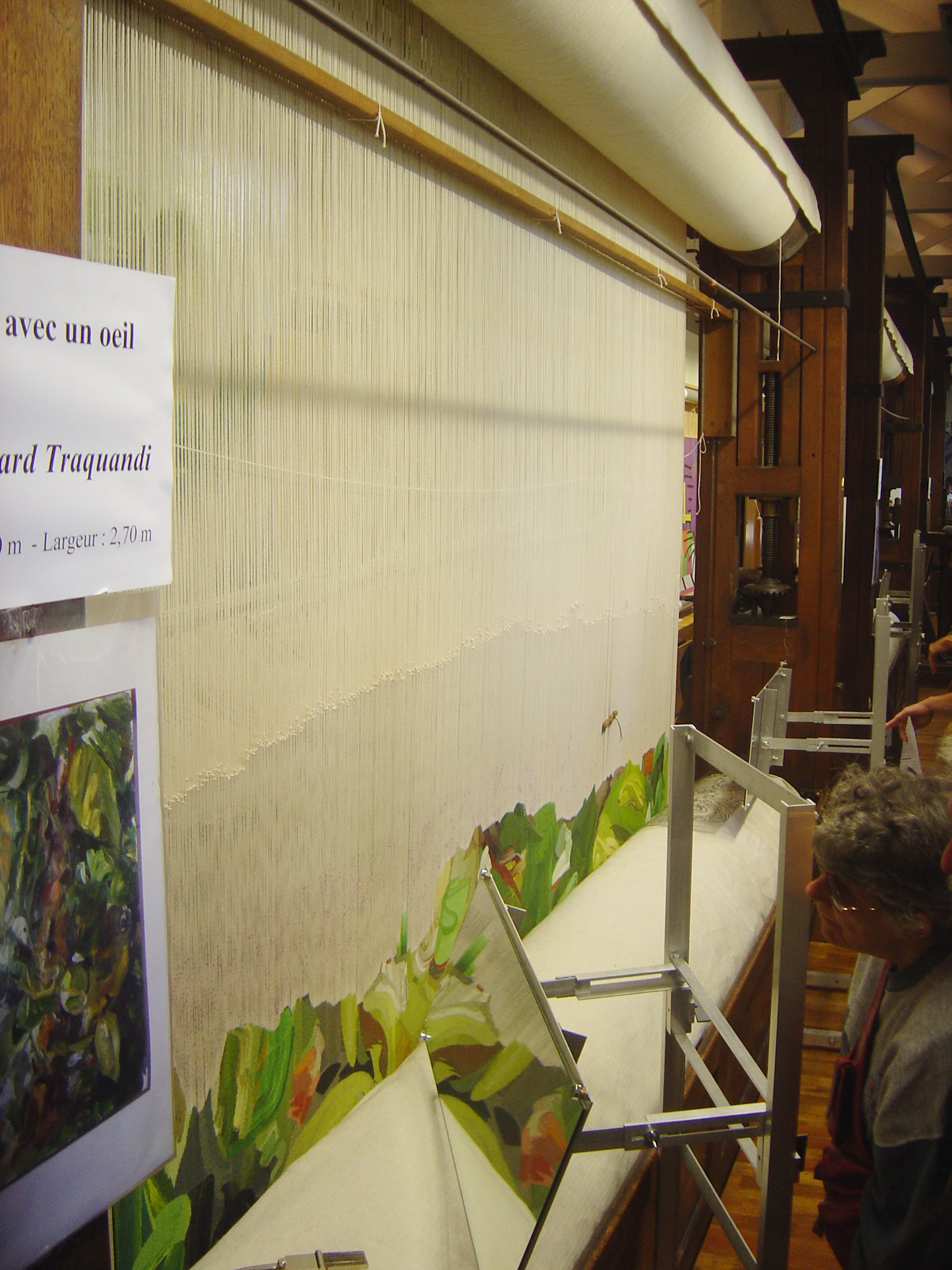
Hochwebstuhl in der Gobelin-Manufaktur, Paris

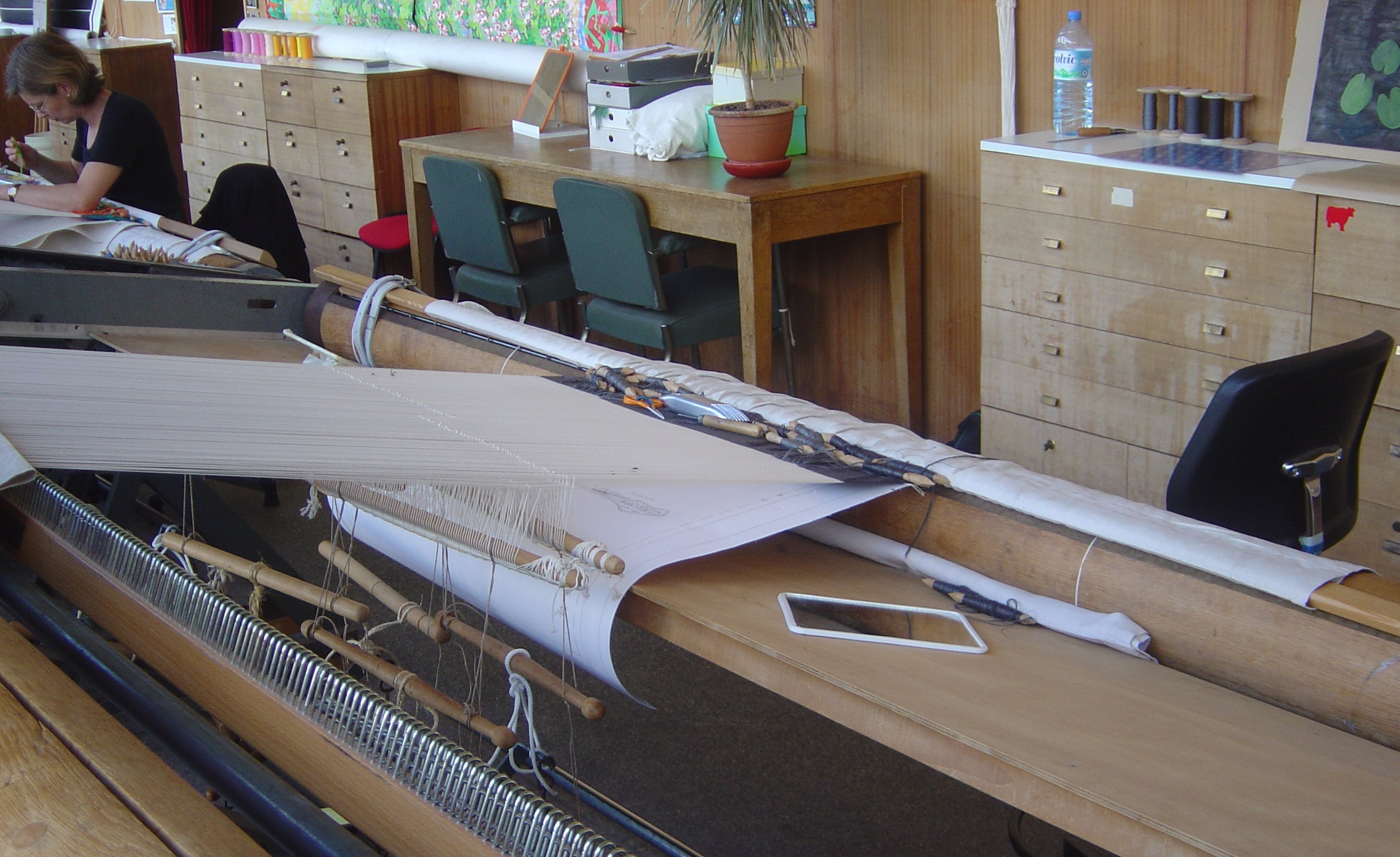
Flachwebstuhl in der Gobelin-Manufaktur, Paris

Die Gobelin-Manufaktur (vollständige französische Bezeichnung Manufacture nationale des Gobelins) ist eine traditionsreiche und renommierte Tapisserie-Manufaktur in der Avenue des Gobelins in Paris (13. Arrdt.). Sie wurde 1607 als privates Unternehmen gegründet und ab 1667 als Königliche Tapisserie-Manufaktur weitergeführt. Seit 1792 bis heute ist die Manufaktur im Besitz des französischen Staates, verwaltet durch das Kulturministerium. Sie ist heute gleichzeitig Werkstatt – die hergestellten Tapisserien werden für die staatlichen Gebäude angefertigt –, Ausbildungsstätte für Bildwirker und Museum.

## Begriff
Die Tapisserie, umgangssprachlich auch „Wand-“ oder „Bildteppich“ genannt, ist ein auf einem Webstuhl gefertigtes Gewebe, dessen Schussfäden nicht über die gesamte Webbreite, sondern nur bis zum Rand einer bestimmten Farbfläche eingewirkt werden, so dass die Motive ein „Bild“ ergeben. In der Fachsprache wird das Ergebnis dieser Textiltechnik als Bildwirkerei bezeichnet. Streng genommen sind Gobelins einzig die in der Pariser Gobelin-Manufaktur gefertigten Werke.
Der Name der Manufaktur leitet sich von der früheren Scharlachfärberei der Familie Gobelin ab.

## Hintergrund
Mit dem Beginn der Herrschaft des Hauses Bourbon durch Henri de Navarre begann eine breite wirtschaftliche Förderung der Tapisseriekunst in Frankreich. Heinrich IV. verfolgt nach seiner Thronbesteigung 1589 eine frühe Form merkantilistischer und protektionistischer Wirtschaftspolitik. Durch die Wiederbelebung des alten in Frankreich verwurzelten Handwerkes versucht Heinrich IV. den Importen niederländischer Manufakturen durch eigene französische Produkte zu begegnen. Diese Pläne wurden langfristig in ein wirtschaftliches Aufbauprogramm Frankreichs integriert, und durch den mit der Verwaltung der Finanzen beauftragten Duc de Sully gesteuert.
Der Gründung der Académie royale de peinture et de sculpture 1648 in Paris nach dem Vorbild der Accademia di San Luca in Rom war ein bedeutender Schritt auf dem Weg der Zentralisierung der Künste in Frankreich. Diese frühe Institutionalisierung wurde zum Vorbild der Gründung weiterer Akademien unter Jean-Baptiste Colbert. Zwischen 1663 und 1671 gründete er die Académie des inscriptions et belles-lettres 1663, 1666 die Académie des sciences, 1669 die Académie royale de la musique und 1671 die Académie royale d’architecture. Dies ermöglichte eine weitgehende „Domestizierung“ der Kunst und führte zur Herausbildung des „Staatsstiles“, dem style Louis XIV. Als Mittel der Propaganda diente die Kunst im Ancien Régime bis weit in das 18. Jahrhundert den Plänen der Machterweiterung und der Repräsentation des Hauses Bourbon.
Nach 1661 wurde durch den späteren Minister der Finanzen, Contrôleur général des finances Jean-Baptiste Colbert, die merkantilistische Tradition, auch als Colbertismus bezeichnet, noch ausgeweitet. Ein groß angelegtes Programm verband dabei die Handwerke und dekorativen Künste unter zentraler, absolutistischer Führung und Kontrolle in der Manufacture royale des tapisseries et des meubles de la Couronne. Diese Vereinigung diente neben der wirtschaftlichen Belebung Frankreichs der Umsetzung des propagandistischen Zieles, das Haus Bourbon als führende Macht Europas zu repräsentieren.
Die Initiative zur Reformierung der Tapisserieherstellung begann bereits um 1601. Zu diesem Zweck werden in den Niederlanden ansässige Meister der Tapisserie geworben und zur Gründung einer Manufaktur berufen. Der von Heinrich IV. gewünschte Technologietransfer betraf insbesondere die Verbreitung der schnelleren niederländischen Basselissetechnik. Die ältere, in Frankreich übliche Hautelissetechnik ermöglichte im Unterschied zu dieser eine stetige und bessere Kontrolle des Arbeitsergebnisses. Sie war aber der holländischen Technik à la marche an Produktivität weit unterlegen. Gleichzeitig wurde das bisherige Entlohnungssystem auf Basis geleisteter Arbeitszeit abgeschafft. Das niederländische System der Entlohnung nach gefertigter Quadratelle wurde eingeführt.

## Werksgeschichte

### Die Gründung nach 1607
Drei niederländische Meister – Frans van den Plancken, später François de la Planche, aus Oudenaarde, sein Schwager Marc de Comans und dessen Bruder Hieronymus de Comans aus Antwerpen – erhielten 1607 ein königliches Patent, das zur Gründung einer neuen Manufaktur in Paris führte. Dieses Patent umfasste zahlreiche Privilegien wie Bürgerrechte, Braurechte, Steuererleichterung, finanzielle Beihilfen, freie Unterkunft, Pensionen und die Zusicherung der Marktregulierung durch strikte Einfuhrverbote für bestimmte niederländische Wandteppiche. Dem gegenüber wurden die Preise der Waren, die Anzahl der Gegenstände, deren Standorte in Frankreich, sowie eine kontinuierliche Entwicklung der Manufakturen gefordert. In der damaligen Vorstadt Faubourg Saint-Marcel wurde am Ufer der Bièvre das Atelier de la Planche-Comans eingerichtet. Die Größe des neuen Ateliers, mit ca. 60 Gezeugen, war denen in Brüssel weit überlegen. Neben Paris wurden Standorte in Amiens ab 1604 bis nach 1633, Calais ab 1614 bis 1620 und Tours ab 1613 bis nach 1618 errichtet.
Ein generelles Verlangen nach Tapisserieerzeugnissen führte in der ersten Hälfte des 17. Jahrhunderts in ganz Europa zu Neugründungen von Tapisserie-Manufakturen. Dabei waren die niederländischen Manufakturen beispielgebend sowohl für Frankreich als auch die in England initiierte Gründungen der Mortlake Tapestry (1620–1679) durch Jakob I. Der vom englischen König James I. mit der Gründung beauftragte Sir Francis Crain warb folgerichtig 1624 auch einen aus dem Pariser De la Planche-Comans-Atelier vorstehenden niederländischen Ateliermeister Philipp de Maecht für die Gründung in Mortlake an.
Der Beginn der Produktion im Pariser Atelier der Gobelins begann nach dem Umzug aus ungeeigneten und nur vorübergehend genutzten Räumen, wahrscheinlich noch während der ersten beiden Jahrzehnte des 17. Jahrhunderts.

### Die Frühe Phase der Gobelins

#### Das De-la-Planche-Comans-Atelier
Aus den ersten beiden Jahrzehnten des De-la-Planche-Comans-Atelier existieren nur wenige Aufzeichnungen, die zu Art, Organisation und Umfang der Produktion Auskunft geben. Die Manufaktur war in einzelne Werkstätten unterteilt, die von verschiedenen flämischen Meistern wie Lucas van den Dalle, Philipp de Maecht und Hans Tayer geleitet wurden. Die überwiegende Zahl der Tapisserien entstand auf den tieflitzigen, liegenden Basselisse Stühlen. Hautelissearbeiten wurden für besondere Aufträge separat vereinbart.
Bedeutende Serien der Frühen Periode sind die Geschichte des Coriolan und die Artemisiafolge. Die in zehn Serien hergestellte Artemisiafolge ist die bedeutendste Figurenfolge am Beginn der Manufaktur. Sie ist ein frühes Beispiel des propagandistischen Gebrauchs der Tapisseriekunst zur Verherrlichung der Dynastie der Bourbonen.
Nach dem Tod Hendrik Leramberts 1608 teilte sich Laurent Guyot gemeinsam mit Guillaume Dumée das Amt des peintre pour les tapisseries du roi. Dabei hatte Guyot als Kartonmaler den größten Anteil am Erfolg des Ateliers. Unter ihm entstanden Serien wie die Könige von Frankreich oder die Jagden des König Franz’I. auch als Rayerpaiß bekannt. Die umfangreichste Serie zum Pastor fido entstand in Zusammenarbeit von Laurent Guyot und Guillaume Dumée.
Weitere beliebte Serien waren die Dianafolge von Toussaint Dubreuil und die Asträafolge. Zwischen 1622 und 1623 fertigte Peter Paul Rubens zwölf Kompositionen zur Konstantingeschichte für den Nachfolger Heinrichs, Ludwig XIII. In der Wahl der Motive der Tapisseriefolgen während der ersten Hälfte des 17. Jahrhunderts überwogen die weltlichen Themen. Erst durch Simon Vouet werden neue religiöse Folgen neben der Raffaelkompositionen der Apostelgeschichte entwickelt.
Neben der Produktion von Tapisserien nutzten die Inhaber und Nachfolger des Ateliers zugleich ihre Verbindungen in die Niederlande, um durch die zugesicherten Importbeschränkungen ein Monopol auf den Handel mit niederländischen Tapisserien zu errichten.
Nach dem Tod von François de la Planche 1627 übergab Marc de Comans das Unternehmen an die ältesten Söhne der Gründer Raphael de la Planche und Charles de Comans. Durch Streitigkeiten zwischen den Söhnen zerbrach die Zusammenarbeit und die Werkstätten wurden 1634 geteilt.

### Die Teilung des Ateliers nach 1634

#### Das Comans-Atelier
Nach dem Tod Charles de Comans’ übernahm ab 1634 Louis-Alexandre Comans die Leitung des Comans-Ateliers. Comans war in den Räumen der Gobelins verblieben.
Auch für diese Zeit können viele der erhaltenen Tapisserien nicht eindeutig einem der Ateliers zugeschrieben werden. Serien wie Rinaldo und Armida oder die Götterliebschaften wurden von beiden aus dem De-la-Planche-Comans-Atelier hervorgegangenen Werkstätten hergestellt.
Das Atelier wurde 1670 mit dem Tod von Hippolyte de Comans geschlossen.

#### Das De-la-Planche-Atelier
Raphael de la Planche übergab die Leitung des Ateliers in Saint-Germain-des Prés 1661 seinem Sohn Sébastien-François de la Planche. Das Atelier umfasste 13 große, 9 mittlere und 38 kleine Gezeuge mit 200 Arbeitern.
Eine der bedeutenden Serien des Ateliers war die der Jahreszeiten und Elemente Les Rinceaux. Sébastien-François’ glücklose Leitung führte zur Abwanderung der Arbeiter in die nach 1662 gegründete königliche Manufaktur.
1667 musste die Manufaktur liquidiert werden. Die verbleibende Substanz ging in den Besitz der Garde Meuble über.

### Die Gründung derManufacture royale des tapisseriesnach 1662

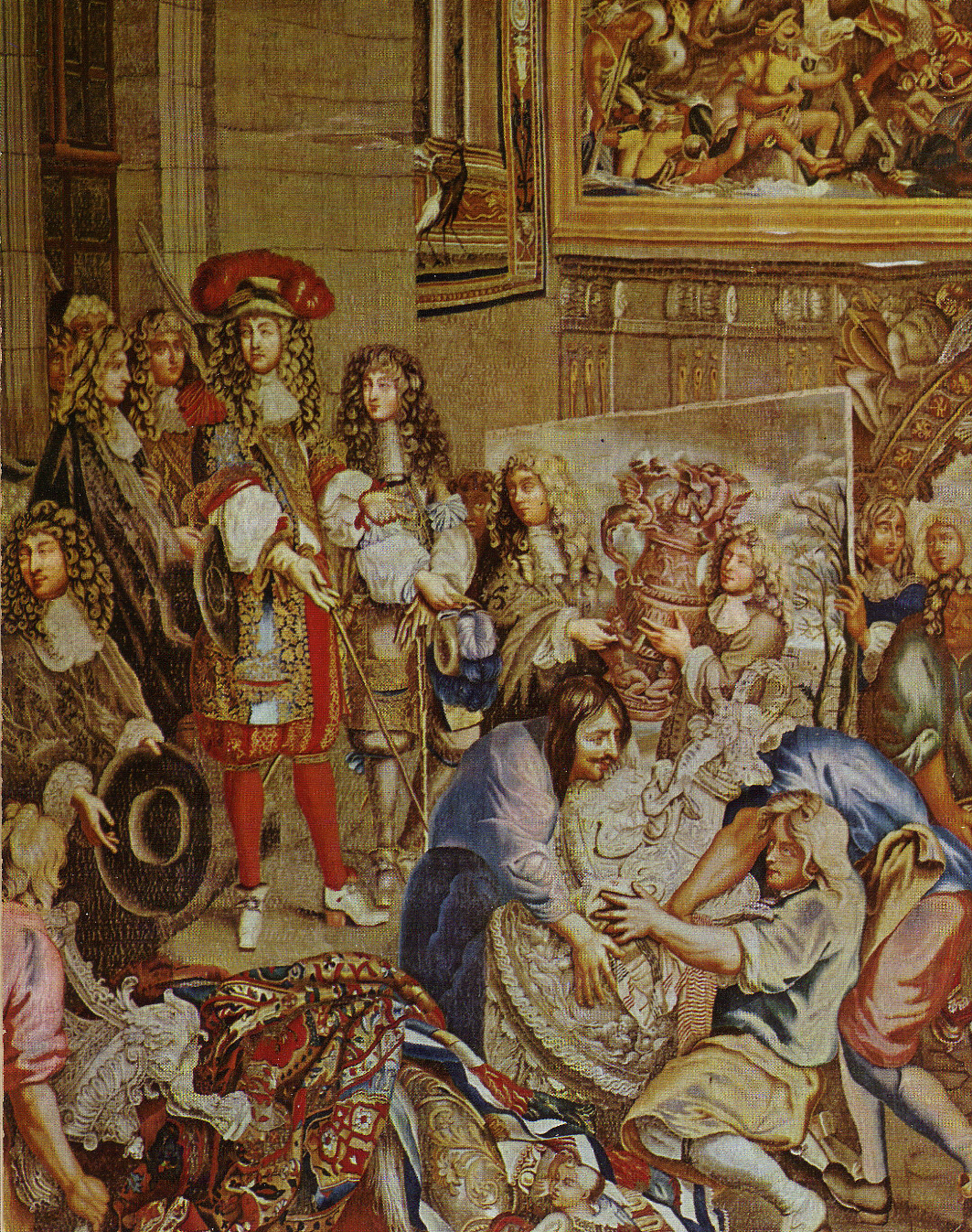
Ludwig XIV. besucht die Manufacture royale, Gobelin von 1667

Die Enteignung des Tapisserieateliers in Maincy 1661 durch Ludwig XIV., nach einer opulenten fête von Nicolas Fouquet im halbfertigen Schloss Vaux-le-Vicomte, bildete einen der Ausgangspunkte für die Gründung einer königlichen Tapisseriemanufaktur. Mit der Auflösung des Ateliers und der Übernahme der Manufaktur gehen die handwerklichen Fertigkeiten von Jean Lefebvre und das malerische Talent Lebruns in die neu gegründete königliche Manufaktur über. Die ersten Arbeiten der Gobelins knüpfen unmittelbar an die von Lebrun in Maincy gefertigten Entwürfe an. Lebrun bleibt bestimmend für die ersten 25 Jahre nach Gründung der königlichen Werkstätten.
Zwischen 1662 und 1667 wurde durch den neuen Finanzminister Jean-Baptiste Colbert ein Konzept der Zentralisierung der dekorativen Künste entwickelt, das zur Gründung der Manufacture royale des tapisseries et des meubles de la Couronne führte, in welche die Königliche Tapisserie-Manufaktur eingegliedert wurde. Die Aufgabe der Manufaktur war es, die Einrichtung der königlichen Schlösser herzustellen. Zum künstlerischen Direktor zwischen 1662 und 1690 wurde Charles Lebrun verpflichtet. Das Œuvre von Charles Lebrun wurde zum bestimmenden künstlerischen Einfluss der ersten beiden Jahrzehnten nach ihrer Gründung.
Neben Lebrun sind für die Tapisserie am Beginn der 2. Hälfte des 17. Jahrhunderts vor allem die Arbeiten von Philippe de Champaigne, Jacques Stella und Laurent de La Hire von Bedeutung, die sich von überschwänglich bewegten Bildstil Vouets durch eine ruhige, strengere und klassisch basierende Komposition abgrenzen.
In diesen Jahren beschäftigte die Manufaktur etwa 250 Tapissiers und 50 Lehrlinge. Sie verfügte über eine eigene Färberei unter der Leitung von Joss van Kerkhove und stellte das notwendige Rohmaterial selbst her. Die Werkstätten der Gobelins hatten die beauftragten Serien selbständig zu kalkulieren. Als Teil der königlichen Werkstätten war die interne Struktur der Gobelins in einzelne Ateliers aufgeteilt. Sie war anfangs in vier Werkstätten gegliedert. Drei der Ateliers arbeiten an hochlitzigen Stühlen, ein weiteres arbeitete an tieflitzigen Wirkstühlen. Geleitet wurden die Ateliers der haute lisse von Jean Lefebvre, Henri Laurent und Jan Jans der Ältere, das ab 1668 von seinem Sohn Jan Jans der Jüngere weitergeführt wurde. Das von Beginn an arbeitende basse lisse Atelier von Jean de la Croix wurde 1667 um ein weiteres Atelier ergänzt. Die Leitung von Jean Baptist Mozin übernahm nach 1690 Dominique de la Croix.
Zunehmende finanzielle Schwierigkeiten Ludwigs XIV., bedingt durch die aggressive Außenpolitik im Französisch-Niederländischen Krieg und in den folgenden Kabinettskriegen wie dem Pfälzer Erbfolgekrieg, führten zu ersten wirtschaftlichen Problemen. Der zunehmende Verlust an Liquidität gipfelte 1694 in der vorübergehenden Schließung der Manufacture royale des tapisseries et des meubles de la Couronne.
Der Tod Colberts 1683 führte gleichfalls zu einer Schwächung der Position des Direktors Charles Lebrun. In seinem Einfluss beschnitten wurde Lebrun vor allem durch die Nachfolger Colberts, den Finanzminister Ludwigs XIV., Generalkontrolleur der Finanzen Claude Le Pelletier und François-Michel Le Tellier, marquis de Louvois (1641–1691) surintendant des bâtiments, arts et manufactures, (Bâtiments du Roi), Minister für öffentliche Gebäude. Damit war Lebrun nur noch formal Direktor der königlichen Werkstätten.
Nach dem Tode von Charles Lebrun wurde von Louvois Pierre Mignard (1612–1695) zum neuen Direktor bestimmt. Im Zeitraum seiner Tätigkeit von 1691 bis zur Schließung 1694 blieb der Rubenist Mignard jedoch ohne größere Wirkung für die Manufaktur. Ab 1699 wurde das Atelier jedoch aufgrund der steigenden Nachfrage wieder eröffnet.

#### Die Wiedereröffnung derManufacture royale des tapisseriesnach 1699
Die Wiedereröffnung wird begleitet von administrativen Veränderungen in den königlichen Werkstätten. Die Manufacture royale des tapisseries et des meubles de la Couronne entsteht nicht noch einmal in der alle dekorativen Gewerke umfassenden ursprünglichen Form. Einzig die Manufacture royale des tapisseries wurde unter dem neuen Direktor und späteren Architecte du Roi Robert de Cotte eröffnet. Dabei blieb Robert de Cotte wie seine Vorgänger dem surintendant des bâtiments Édouard Colbert de Villacerf (1691–1699), Jules Hardouin-Mansart und dem Marquis d’Antin (1708–1736) unterstellt. Sein Aufgabenbereich umfasste vorrangig finanzielle und organisatorische Aufgaben.
Ihm zur Seite standen die von nun an eingesetzten künstlerischen Leiter der Manufaktur. De Cotte, der von 1699 bis 1733 als Direktor fungiert, übt keinen unmittelbaren Einfluss auf das künstlerische Œuvre der Tapisserie aus. Die kritisierte Machtfülle am Amt Lebruns führte zu einer weiteren Arbeitsteilung innerhalb der Administration. Eine größere Vielfalt an Entwürfen prägen dabei die gefertigten Tapisserien. Neben den Schülern Lebruns Antoine Coypel und Jean Jouvenet bestimmt Claude Audran III in den ersten zwanzig Jahren die Bildinhalte.
Die Anzahl der Ateliers entspricht im Wesentlichen der vor 1694. Neben den drei Ateliers der Haute Lisse existierten vier der Basse Lisse. Diese werden im Laufe des 18. Jahrhunderts auch aus wirtschaftlichen Erwägungen zusammengefasst. Die Gobelins entwickeln sich im 18. Jahrhundert ausgehend von einer Manufaktur des Königs, die im 17. Jahrhundert fast ausschließlich zu dessen Bedarf produzierte, mehr und mehr zum Auftragnehmer privater Kundschaft. Neben den Veränderung im Umfang der Folgen und Größe der einzelnen Tapisserien werden dabei mehr und mehr die Wünsche der Kunden von Bedeutung. Diese Veränderung führt auch durch die steigende Konkurrenz der Beauvais-Tapisserie zur größeren Diskontinuität in der Auftragslage und einem wirtschaftlichen Anpassungsdruck, der sowohl technologisch als auch formal Einfluss auf die Themen der Folgen, die Erweiterung des Sortiments und deren Verwendung nimmt. Eines der nach 1699 neuen Anwendungsgebiete der Gobelins ist die Herstellung von Möbelstoffen zum Bezug gepolsterter Garnituren von Sitzmöbeln.
Einen entscheidenden Wandel erfährt die Gobelin-Manufaktur 1733 mit der Ernennung Jean-Baptiste Oudrys zum künstlerischen Leiter bis 1755. Durch ihn und den in seiner Folge amtierenden François Boucher von 1755 bis 1770 verändert sich die überlieferte Herstellung und deren Komposition radikal. Diese Entwicklung stößt auf den Widerstand der in dieser Zeit eingesetzten Direktoren Jean Charles Garnier d’Isle von 1747 bis 1755 und Jacques-Germain Soufflot von 1755 bis 1780 und von Gobelin-Meistern.

#### Die Manufaktur nach 1789
Mit der Revolution wird die Verbindung der Gobelin-Manufaktur zum Hause Bourbon bis zur Zweiten Restauration vorübergehend unterbrochen. Die Gobelin-Manufaktur wird verstaatlicht und die Tapissiers werden zu citoyen und citoyenne. Nach der Französischen Revolution in den folgenden Jahren des terreur wird der Betrieb für drei Jahre eingestellt.
Im Direktorium der Ersten Republik im Jahre 1792 wird die Manufaktur wiedereröffnet. Dabei dient sie der Propaganda und in deren Folge Napoleon Bonaparte wie schon Ludwig XVI. vor ihm. Die Gobelins wurden auch als diplomatische Geschenke verwendet.

#### Die Manufacture nationale des Gobelins im 19. Jahrhundert
1826 werden die Werkstätten der Savonnerie-Manufaktur mit denjenigen der Gobelin-Manufaktur administrativ vereinigt und die beiden Manufakturen teilen sich seit dieser Zeit ein Gelände. Die Produktion und Ausbildung bleibt aber getrennt.
1871, während der Kommunarden, wurde die Manufaktur in Brand gesteckt, jedoch nicht vollständig vernichtet.

#### Die Gobelins im 20. Jahrhundert
Die Manufaktur ist derzeit im Besitz des französischen Staates und kann unter der Adresse 42 avenue des Gobelins, 75013 ParisKoordinaten: 48° 50′ 5,8″ N, 2° 21′ 11,2″ O besucht werden.

## Künstlerische Merkmale

### 17. Jahrhundert
In der ersten Hälfte des 17. Jahrhunderts sind die Arbeiten der verschiedenen Ateliers in Paris nur schwer zu trennen, da sie oft die gleichen Vorlagen verwenden wie z. B. die Artemisiafolge, die Coriolanfolge oder die Psychefolge. Auch die Signaturen in den Bordüren, wie das P – für Paris und die Fleur-de-Lis, wird sowohl vom Atelier Doubout-Laurent als auch vom Atelier Plancken-Commans benutzt.

#### Manierismus
Im ersten Drittel des 17. Jahrhunderts bleiben die in der Manufaktur ausgeführten Tapisserien formal und kompositorisch der Tradition des 16. Jahrhunderts verhaftet. Für die erste Phase der Manufaktur sind dabei die Kompositionen von Antoine Caron (1521–1599) und die ihm folgende Generation von Ambroise Dubois (1542–1614) über Toussaint Dubreuil (1561–1602) bis zu Martin Fréminet (1567–1619) prägend.
Eine Ausnahme dabei bilden die von Peter Paul Rubens 1622 bis 1623 gefertigten Vorlagen der Konstantingeschichte. Aber erst mit dem Engagement von Simon Vouet nach 1627 setzt sich der barocke Einfluss in der Malerei und der Tapisserie in Paris durch. Die Mehrzahl der Tapisseriefolgen indes, die bis zur Gründung der Manufacture royale des tapisseries et des meubles de la Couronne 1662 gefertigt und nach den vorhandenen Kartons wiederholt werden, stehen in der Tradition des italienischen Manierismus.
Formal und kompositorisch zeichnen sich die manieristischen Entwürfe vom Beginn des Jahrhunderts durch schlanke und stark gestreckte Figuren und Gesichter aus. Dabei entsprechen die Entwürfe von Antoine Caron denen der Valois Tapisserie, vgl. in den Tapisserien Fontainebleau,  Polnische Botschafter und Reise. Die manieristischen Kompositionen werden geprägt von den perspektivisch gestaffelten Figurengruppen, die überwiegend und ohne räumlichen Zusammenhang ihrer Bedeutung entsprechend an Größe zunehmen, noch den „gotischen Geist“ entsprechen. Eine im Bildzentrum dargestellte Handlung wird oftmals durch die bedeutendsten Einzelpersonen (Auftraggeber) an den Bildrändern eingefasst. Dabei gehen die kulissenartig den Handlungsraum begrenzenden Architekturen in ein vom Bildvordergrund getrenntes Landschaftsprospekt über.
Die Figurenkomposition, Landschaften und Verduren werden von den traditionell breiten französischen Bordüren eingefasst. Im Unterschied zu den niederländischen Tapisserien weisen die Gobelins dieser Zeit im Allgemeinen Bordüren aus hellen plastischen Figuren- und Kartuschenkombinationen auf einem dunklen Hintergrund als umlaufende Rahmung auf.

#### Barock – frühe Phase 1625–1662
Vouets barocker Einfluss auf die Malerei ist außerordentlich. Schüler wie Eustache Le Sueur Charles Poerson und Charles Lebrun setzten die nach dem Tod Vouets auch unter dem Einfluss von Nicolas Poussin stehende klassische Entwicklung der Malerei fort. Ab den 50er Jahren schaffen sie neue Vorlagen für die Pariser Tapisseriemanufaktur.
Vouets bewegte barocke Kompositionen weisen eine stärkere Plastizität auf. Er reduziert die archäologische Detailfülle und vereinfacht die überkomplizierte Komposition. Seine klaren geschlossenen Umrisszeichnungen, Figurengruppen und Einzelfiguren bewirken eine größere Klarheit. Neben den ausdrucksstarken und befreiten Gesichtern gewinnt das malerische Element in der Tapisserie an Bedeutung.

#### Barock – mittlere Phase 1662–1694
Durch den Einfluss von Charles Lebrun gewinnt nach 1662 das zeichnerische Element in den Tapisserien der Gobelin an Bedeutung. Lebrun, der am Beginn seiner Ausbildung stark durch den malerischen Stil seines Lehrers Simon Vouet geprägt wurde, folgte Poussin nach Italien. Hier erhält er wichtige, sein späteres Werk prägenden Anregungen durch die Malerei der italienischen Renaissance von Raffaello Santi und Giulio Romanos. Die Werke der Barockmaler Pietro da Cortona, Giovanni Francesco Romanelli Guido Reni, Agostino Carracci und Lodovico Carracci bilden die Grundlagen für seinen graphischen zeichnerischen Stil, die Monumentalität und Themen seiner Arbeiten.
Die nach 1662 unter Lebrun entstanden Tapisserien werden immer mehr zum Bestandteil einer integrierten Raumarchitektur. Anfangs bilden die noch bereiten Bordüren die sekundäre Wandgliederung. In der Folge werden die traditionell breiten Bordüren durch schmalere Leisten abgelöst. Die Tapisserie wird zum Bild, dem innerhalb einer gegliederten Wandfläche des Innenraumes ein vorbestimmter, fester Platz zugewiesen wird. In der Integration aller dekorativen Künste entwickelt Lebrun damit das für das 18. Jahrhundert bestimmendes Raumkonzept.
Der durch Größe und Pathos geprägt Monumentalstil Lebruns verlor bereits in den letzten Jahrzehnten des 17. Jahrhunderts an Einfluss. Die Realität auf dem Schlachtfeld, der zunehmende Einfluss des Exotischen, wie die ersten Chinawelle als auch der italienischen Groteske in den Arbeiten von Jean Louis Berain dem Älteren (1640–1711) in den Arbeiten von Noël Coypel machten den großen Stil Lebruns zunehmend obsolet. Die Beauvais Tapisserie war dabei mit ihrer Produkten den Pariser Gobelin-Manufaktur voraus.

### 18. Jahrhundert

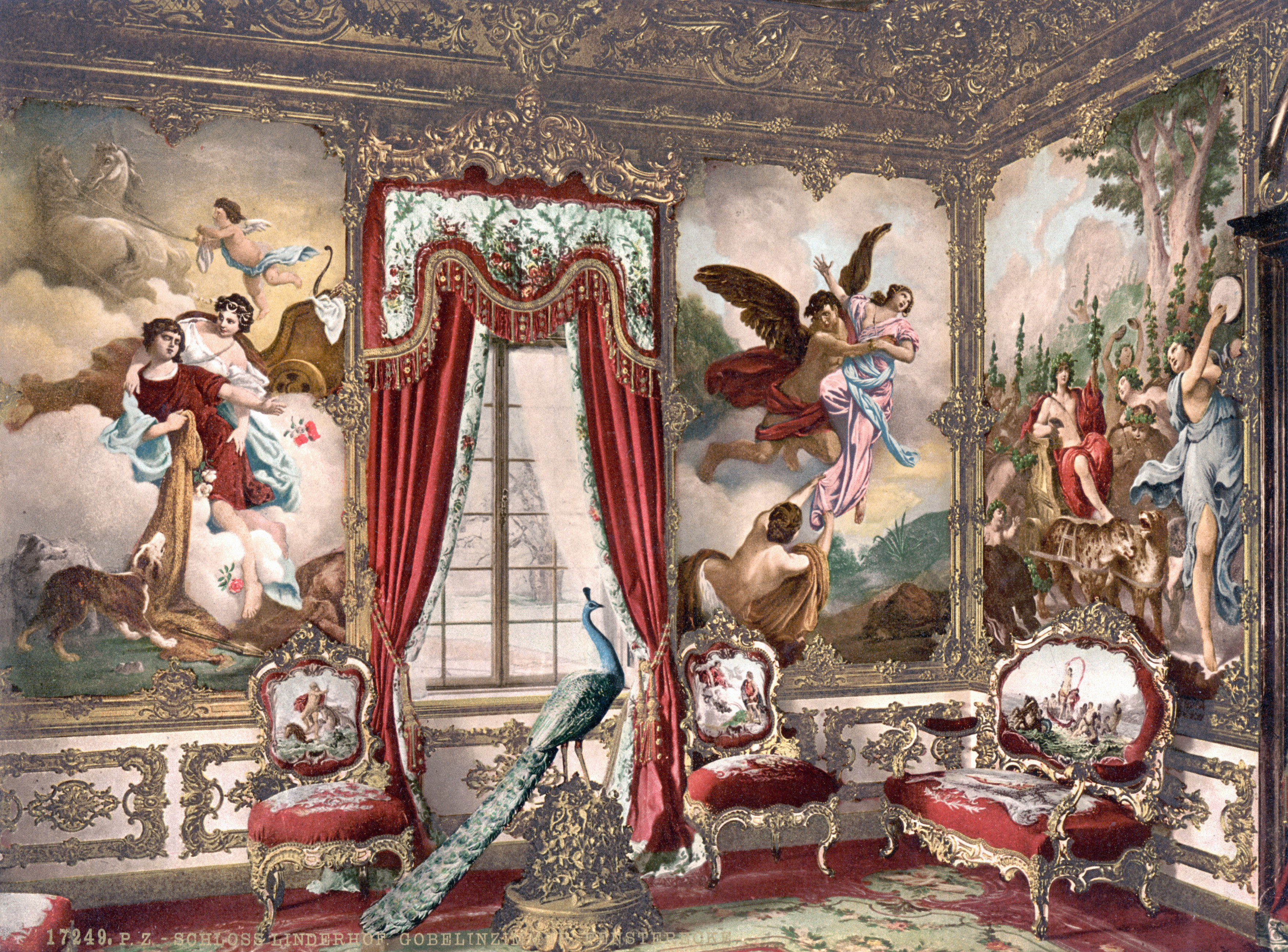
Gobelinimitationen in Schloss Linderhof, Oberammergau, Östliche Gobelinzimmer nach 1874, Gemälden auf Leinwand nach Vorlagen von François Boucher Entwurf Georg von Dollmann 1874, Ausführung Heinrich von Pechmann

#### Barock und Régence – späte Phase 1699–1733
Der Neubeginn der Produktion nach 1699 ist sowohl durch neue Entwürfe als auch durch die Aufnahme bestehender Serien und deren Erweiterung durch neue Szenen geprägt. In der Folge Lebruns sind die Entwürfe seiner Schüler Antoine Coypel und Jean Jouvenet für die ersten beiden Dekaden der Gobelins bedeutend. Prägend wird indes wird die bereits in den letzten Jahren des 17. Jahrhunderts begonnene Entwicklung zum Exotischen. Charles-Antoine Coypel und François Desportes knüpfen mit den äußerst erfolgreichen Tapisserien der Don Quijotte-Folge der Alt Indien-Folge und der Neu Indien-Folge an dieses Thema an.
Eine Fortführung de hohen Stiles der Repräsentationsfolgen gelingt jedoch nach Lebrun nicht mehr. Die thematische Fortführung der Folgen zur Verherrlichung Ludwig XIV. durch Ludwig XV. scheitert und wird thematisch verändert. Aus den Taten eines 1727 noch zu jungen Ludwig XV. werden sein Jagden. Mit der Ausführung beauftragt wird der Maler Oudry, dem 1733 die künstlerische Leitung der Gobelins übertragen wird und eine grundlegende Veränderung der Tapisserieherstellung bewirkt.
Die stilistischen Veränderungen in der Régence-Dekoration, unter Verwendung von Holzvertäfelungen (boiserie), bildet eine ernste Konkurrenz für die Tapisserien. Durch die Verlagerung der Regierung nach Paris, nach dem Tod Ludwigs XIV., entstanden zahlreiche neue Stadtpalais (Hôtel Particulier). In der Ausgestaltung der repräsentativen Räume (Appartement de parade) verloren Tapisserien dabei gegenüber den Seidenwandbespannungen an Bedeutung.

#### Rokoko 1733–1755
Eine weitere Entwicklung, die indirekt mit der Veränderung der Art und Weise der Repräsentation einhergeht, ist die Spiegelmode der ersten Dekaden im 18. Jahrhundert. Diese verdrängt die Malerei und die Tapisserien. Erst zum bloßen Accessoire, einem Teil der Wandvertäfelung herabgestuft, verschwinden sie in der Folge ganz.
Mit dem Wegfall des graphischen Elements und durch die Ausweitung der Farbpalette übergangslosen Farbschattierungen entstehen die für die Tapisserie des Rokoko typischen gewirkte Bilder. Der Übergang vom repräsentativen Gobelin des Louis-quatorze und des Régence zum malerischen des Louis-quinze wird durch den Maler und künstlerischer Leiter der Gobelin von 1733 bis 1755 Jean-Baptiste Oudry bewirkt.
Claude Audran III, Jean François de Troy und Charles-Antoine Coypel gelingt es nochmals mit ihren Entwürfen, die in zahlreichen Folgen und in großer Auflage als Tapisserien gefertigt werden, wirtschaftlichen Erfolg für die Gobelins zu generieren.

#### Neoklassizismus 1755–1789
Nach 1751, mit dem Beginn der Amtsübernahme als directeur général des Bâtiments du Roi (bis 1773) des Marquis de Marigny (1727–1781), dem Bruder der Madame de Pompadour, gewinnen auch in der Tapisseriewirkerei Elemente des Neoklassizismus an Bedeutung. Durch immer neue Folgen, die zunehmend in kleineren Serien eine größere Varianz an unterschiedlichen Bordüren und Bildinhalten aufweisen sollten, konnten neue bürgerliche Kunden gewonnen werden. Kleine und präzise in Medaillons gewirkte figurale Bildkompositionen werden in ein großflächiges und farblich auf die Raumkonzeption abstimmbares Damastmuster eingepasst.
Der Zeitraum mit François Boucher als künstlerischem Leiter der Gobelin von 1755 bis 1770 leitet trotz allem den Niedergang der Tapisserie im 18. Jahrhundert ein. Dem Wandel der Moden in der Dekoration vermag das alte Handwerk der Tapisserie nur mehr bedingt zu folgen. Kurzfristige Trends bestimmen Motivwahl und Komposition, dem goût grec folgt der goût étrusques, der goût turques, chinois, égyptien, anglaise. Aber auch die Fertigung kleinteiliger Porträtbilder nach Entwürfen von Louis-Michel van Loo und Joseph-Marie Vien oder die monumental patriotischen Figurenfolgen von François-André Vincent bringen nicht den wirtschaftlichen Erfolg. Die Tapisserie als repräsentative Kunstform hat sich überlebt.

## Handwerkliche Ausführung

### 17. Jahrhundert

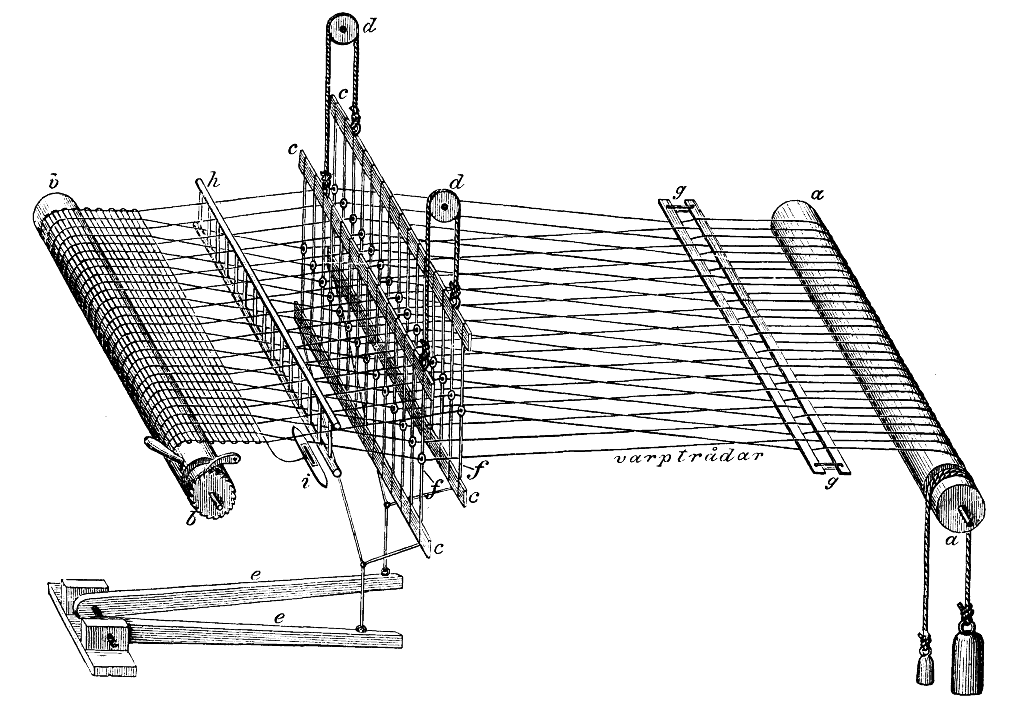
Schematische Darstellung eines Flachwebstuhls

Die handwerkliche Ausführung der Arbeiten der Gobelins des 17. Jahrhunderts bleibt weitestgehend den tradierten Techniken des letzten ersten Jahrhunderts verbunden. Trotz des ausgeprägten malerischen Ansatzes im Barock wird die 1669 und 1671 von Colbert gesetzlich für die Tapisseries festgelegte Farbpalette aus 120 Farbtönen bis zum Ende des Jahrhunderts beibehalten. Das benötigte Rohmaterial Wolle und Seide wird in der angegliederten Färberei mit Naturfarben erzeugt. Farbige Schattierungen werden weiterhin durch Schraffen hachures erzeugt, und die feineren und harten Konturen durch Schlitze. Metallfäden aus Silber und Gold kamen in einzelnen kostbaren Hautelisseausführungen zum Einsatz.
Eine bedeutende Veränderung des 17. Jahrhunderts war die Einführung der Basselissetechnik. Der Entwurf wurde dabei auf den früher vorrangig in Tempera- und später auch in Ölfarbe gefertigten Karton kopiert. Dabei wurden die entsprechenden Veränderungen zur Anpassung an die Tapisserieausführung vorgenommen.
In der Basselissetechnik und wurde diese dann im Unterschied zur haute lisse, mittels der durchsichtigen calques Pausen, als gespiegelte Umrisszeichnung auf die gespannten Kettfäden übertragen.
Eine weitere Veränderung lag in der stärkeren Arbeitsteilung der Ateliers begründet. Neben der allgemeinen Trennung in Entwurf, Karton und Tapisserie spezialisieren sich der Kartonnier und der Tapissier auf einzelne Bereiche wie Tiere, kleine Figuren und Landschaften, Architekturen, große Figuren und Gesichter.

### 18. Jahrhundert

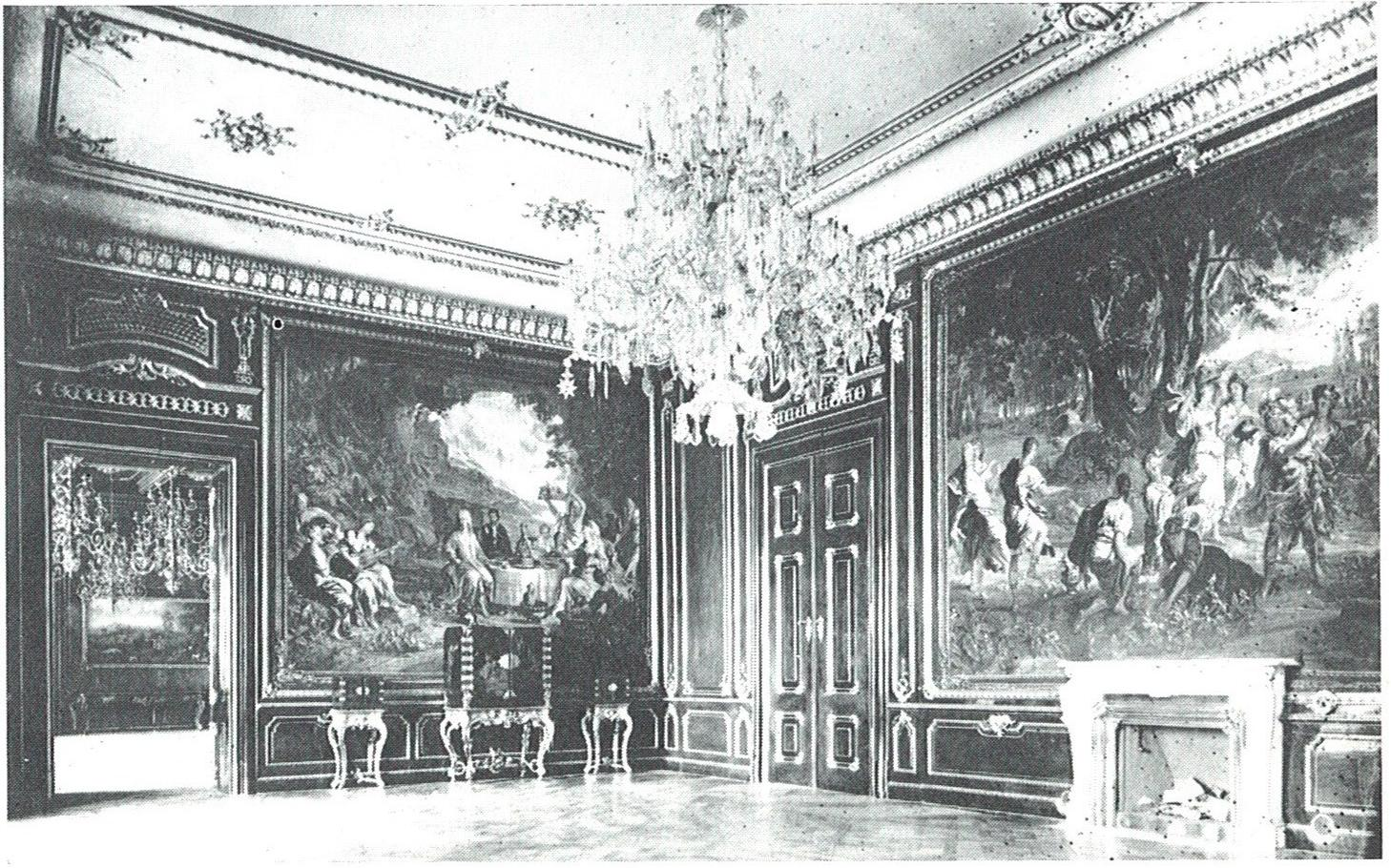
Gobelins im Palais Schwarzenberg am Neuen Markt in Wien

Im Hinblick auf die handwerklichen und technischen Aspekte der Tapisserieherstellung verändert sich im ersten Drittel des 18. Jahrhunderts wenig in den Werkstätten der Gobelins. Die Unterbrechung der Produktion von fünf Jahren lässt das Wissen und die Fertigkeiten der Handwerker nicht abreißen, zumal einige der Handwerker vorübergehend in der nahen Manufaktur von Beauvais Arbeit finden.
Die entscheidenden Veränderungen beginnen nach 1733. Mit der Übernahme der künstlerischen Leitung durch Jean-Baptiste Oudry beginnt eine grundlegende Veränderung der Tapisserieherstellung. Durch ihn verliert das graphisch abstrahierende Prinzip in der Übertragung des Entwurfes durch den Kartonnier auf den zur Herstellung der Tapisserie notwendig vermittelnden Karton seine Stellung. Oudry vertrat den Standpunkt, dass von der malerischen und farblichen Qualität der Vorlage des Entwurfes während der Herstellung der Tapisserie nicht abgewichen werden dürfe.
Im Streit zwischen den Meistern der Manufaktur siegte Oudry und beeinflusste damit mehr als durch sein künstlerisches Œuvre als Maler den Prozess der Herstellung. Das Anlegen mosaikartiger Farbflecken auf Gesichtern ersetzt die alte Technik der Schraffen. Die Erweiterung der bislang 120 Farbtöne umfassenden Farbpalette um weitere 100 neue Tapisseriefarben ermöglichte eine fast unbegrenzte Schattierungsvielfalt und erschwerte die Kontrolle während der Herstellung. Darüber hinaus setzen die sich durch mangelnde Lichtbeständigkeit auszeichnenden Pigmente die Dauerhaftigkeit der Teppiche herab. Die Umsetzung trägt neben den Schwierigkeiten der unmittelbaren praktischen Herausforderungen im Prozess der Fertigung auch zum zunehmenden Bedeutungsverlust der Tapisserie nach 1755 bei.
François Boucher führte nach 1755 die eingeschlagene Entwicklung Oudrys fort. Durch immer neue Folgen, die zunehmend in kleineren Serien eine größere Varianz an unterschiedlichen Bordüren und Bildinhalten aufweisen, sollten neue bürgerliche Kunden gewonnen werden. Kleine und präzise in Medaillons gewebte figurale Bildkompositionen werden in ein großflächiges und schnell zu wirkendes und farblich auf die Raumkonzeption abstimmbares Damastmuster eingepasst.
Die Anglomanie in Frankreich im letzten Viertel des 18. Jahrhunderts fand ihr Pendant in der „frankophilen“ Aristokratie der Whigs in Großbritannien. Nach dem 1786 unterzeichneten Handelsabkommen mit dem Vereinigten Königreich war dem französischen Luxushandwerk erneut, nach den langen Auseinandersetzungen im Siebenjährigen Krieg und den Konflikten in Nordamerika, ein wichtiger Exportmarkt erwachsen. Doch auch hier zeigt sich bald der Bedeutungsverlust der Tapisserieerzeugnisse. Im letzten Jahrzehnt des 18. Jahrhunderts verschwinden Tapisserien weitgehend aus dem Repertoire der „Upholster“ und Dekorateure.
Der amtierende Direktor Soufflot und die Meister der Ateliers versuchten dem sich abzeichnenden Niedergang entgegenzusteuern. Mit dem Einsatz neuer u. a. von Jacques de Vaucanson entwickelter Wirkstühle erhöhte man die Produktivität. Die Entwicklung schwenkbarer Basselisse-Gezeuge verbesserte die Kontrolle der Fertigung auf den preiswerteren tieflitzigen Gezeugen. Die Entwicklung besserer und lichtbeständiger Farben wurde forciert, um das Problem des Ausbleichens ganzer Farbspektren in den feinschattierten Partien zu vermeiden. Es erfolgte eine fast vollständige Umstellung der Fertigung auf die preiswertere Basselissetechnik, auf die immer mehr der vormals noch auf hochlitzigen Stühlen gefertigten Serien aufgezogen wurden. Indes, die wirtschaftlichen Krisen des Ancien Régime am Vorabend der Französischen Revolution war nicht geeignet, die finanzielle Situation zu entspannen. Offene Rechnungen führten zu einer hohen Verschuldung der Ateliers, seines Direktors und der ohne Lohn bleibenden Tapisseries.

### 20. Jahrhundert
Im 20. Jahrhundert entstanden in der Folge des Ersten Weltkriegs zunächst patriotische Wandteppiche. Im Zweiten Weltkrieg wurden Werke für die nationalsozialistischen Besatzer in Auftrag gegeben, darunter ein unvollendet gebliebener monumentaler Wandteppich von Werner Peiner (Die Erdkugel). Daneben entstanden das Pétain-Regime verherrlichende Bildteppiche. Nach dem Zweiten Weltkrieg entstanden Tapisserien, die nach Entwürfen namhafter Künstler des 20. Jahrhunderts geknüpft wurden, darunter Charles Crodel, Henri Matisse, Pablo Picasso, Le Corbusier, Fernand Léger, Jean Lurçat, Joan Miró und Louise Bourgeois.

### Imitate
Bei so genannten „unechten Gobelins“ handelt es sich um Jacquardweberei. Die Gobelinmalerei ist eine Nachahmung der gewirkten Gobelins durch farbige Bemalung eines dem Gobelin ähnlichen gewebten Stoffes. Die Gobelinstickerei versucht den echten Gobelin mittels eines besonderen Flachstiches auf Leinwand mit Wolle oder Seide gestickt nachzuahmen.

## Tapisseriefolgen der Gobelins

### 17. Jahrhundert

#### Manierismus
- Artemisiafolge um 1606, für Heinrich IV., Bildkompositionen von Antoine Caron in der Histoire de la Reine Arthémise von Nicolas Houel, umgesetzt von Henri Lerambert und Laurent Guyot u. a. für das Schloss Fontainebleau, jetzt im Mobilier national.
- Coriolanfolge um 1606, für Heinrich IV., umgesetzt von Henri Lerambert u. a. für das Schloss Fontainebleau.
- Psychefolge von Michiel Coxcie, jetzt u. a. im Mobilier National, Schloss Pau, County Museum of Art, Los Angeles, Museo Nazionale, Florenz
- Apostelserie nach 1604, von Raffaelkompositionen, für den Erzbischof von Lyon Claude de Bellièvre, jetzt u. a. im Musée des Gobelins.
- Ästräafolge umgesetzt von Laurent Guyot
- Königen von Frankreich nach 1608, Komposition von Antoine Carron und umgesetzt von Laurent Guyot.
- Hildesheimer Artemisia-Gobelins, zwischen 1610 und 1620 für Maria de’ Medici
- Jagden König Franz’ I. um 1618 für Ludwig XIII. Komposition von Antoine Carron und umgesetzt von Laurent Guyot, jetzt u. a. im Residenzmuseum München, Rayerpaiß und im Mobilier National.
- Gombaut und Macée um 1628 Komposition von Jean Leclerc und umgesetzt von Laurent Guyot jetzt u. a. im Musée des Gobelins, und Schloss Kozel in Tschechien.
- Pastor fido nach 1627, für Ludwig XIII. von Simon Vouet, jetzt u. a. im Württembergischen Landesmuseum Schloss Ludwigsburg.
- Dianafolge nach 1625, Komposition von Toussaint Dubreulis, umgesetzt von Henri Lerambert, jetzt im Palazzo Reale, Turin.
- Theagenes und Cheriklea nach 1627, von Ambroise Dubois.
- Les Rinceaux um 1650, von Polidoro da Caravaggio Charles Errard, jetzt u. a. im Mobilier National.

#### Barock – frühe Phase 1625–1662
- Konstantinfolge (Histoire de Constantin), nach 1623–1624, für Ludwig XIII. nach Peter Paul Rubens, 14-teilige Serie; sieben der 14 Tapisserien wurden im Auftrag Papst Urbans VIII. dem Kardinal Francesco Barberini 1625  während seiner Frankreichreise überreicht[2], jetzt u. a. im Philadelphia Museum of Art, Mobilier National, Kunsthistorisches Museum, Eremitage Sankt Petersburg.
- Rinaldo und Armida (Renaud et Armide), nach Simon Vouet, 12-teilige Serie (10 bekannt) jetzt u. a. Detroit Institute of Arts, mehrere Exemplare im Musée des Arts décoratifs (Paris)[3].
  - Rinaldo in den Armen der Armida (Renaud dans les bras d'Armide), Viertes Bild aus der Serie Rinaldo und Armida, nach Simon Vouet, Paris, Musée du Louvre[4].
  - Rinaldo hindert Armida am Selbstmord (Renaud empêche Armide de mettre fin à ses jours), Bild aus der Serie Rinaldo und Armida, nach Simon Vouet, Paris, Musée du Louvre[5].
  - Armida im Begriff den schlafenden Rinaldo zu ermorden wird von Amor davon abgehalten (Armide, sur le point de poignarder Renaud endormi, est arrêtée par l'Amour), Bild aus der Serie Rinaldo und Armida, nach Simon Vouet, Paris, Musée du Louvre[6].
  - Weitere Exemplare werden im Schloss Châteaudun bewahrt.
- Tankred und Clorinda (Tancrède et Clorinde), nach Michel Ier Corneille, 8-teilige Serie jetzt komplett im Schloss Châteaudun u. a. ein Exemplar im Musée des Arts décoratifs (Paris)[7].
- Silvia und Aminta nach Simon Vouet, jetzt u. a. im Musée Besançon.
- Götterliebschaften nach Simon Vouet, jetzt u. a. im Schloss Champchevrier
- Odysseusfolge (La Vie d'Ulysse; Travaux d'Ulysse) nach Simon Vouet, jetzt u. a. im Musée Besançon
- Altes Testament (Ancien Testament) nach Simon Vouet, 7-teilig, komplette Folge seit 1971 im Schloss Châteaudun[8].
- Theagenes und Cheriklea nach Simon Vouet.

#### Barock – mittlere Phase 1662–1694
- Elementen-Folge nach 1664, Komposition von Charles Lebrun.
- Jahreszeitenfolge auch Gärtnerkinderum 1664, Komposition von Charles Lebrun.
- Alexanderfolge nach 1663, Komposition von Charles Lebrun, jetzt u. a. im Kunsthistorischen Museum Wien.
- Die Geschichte des Königs Ludwig XIV. nach 1665, Komposition von Charles Lebrun und umgesetzt u. a. von A.F. van der Meulen.
- Maisons Royales nach 1668, Komposition von Charles Lebrun, jetzt u. a. im Musée des Gobelins.
- Alpheus und Arethusa nach, Komposition von Charles Lebrun.
- Methamorphosenfolge nach, Komposition von Antoine Houasse.
- Cephalus und Prokris nach, Komposition von Florentin Damoiselet.
- Götterfolge nach 1690.
- Alt Indienfolge nach 1687.

 Wiederholungen – nach 1667
- Apostelserie nach Raffaelkompositionen.
- Die Zimmer des Vatikans nach Raffaelkompositionen.

### 18. Jahrhundert

#### Barock – späte Phase 1699–1715
- Götterportieren nach 1699, nach Entwürfen von Claude Audran III, im Auftrag von Jules Haroudin Mansard.
- Groteskenmonate nach 1699, nach Entwürfen von Claude Audran III,
- Alt Indien-Folge nach 1699.
- Alte Testament -Folge nach 1710, nach Entwürfen von Antoine Coypel
- Neue Testament-Folge nach 1710, nach Entwürfen von Jean Jouvenet und Jean Restout der Jüngere.
- Ilias-Folge nach 1710, nach Entwürfen von Antoine Coypel jetzt u. a. im Musée des Gobelins.
- Marc Antons nach 1710, nach Entwürfen von Charles Natoire
- Allegorie der Künste nach 1710, nach Entwürfen von Jean Restout dem Jüngeren.
- Alte Testament -Folge nach 1710, nach Entwürfen von Antoine Coypel
- Geschichte des Königs nach 1716, Weiterführung und Anschluss-Szenen
- Dianaportière nach 1728, nach Entwürfen von Pierre Josse Perrot
- Don Quichotte-Folge zwischen 1714 und 1751, nach Entwürfen von Charles-Antoine Coypel und Jean-Baptiste Blin de Fontenay

 Wiederholungen – nach 1699
- Elementen-Folge nach Komposition von Charles Lebrun.
- Maximiliansjagden
- Gärtnerkinder
- Lucasmonate
- Geschichte des Königs nach 1704

#### Rokoko 1733–1755
- Neu Indien-Folge nach 1737 und 1741, nach Entwürfen von François Desportes
- Jagden Ludwig XV. nach 1733, nach Entwürfen von Jean-Baptiste Oudry
- Geschichte der Esther zwischen 1737 und 1740 nach Entwürfen von Jean-François de Troy
- Oper, Tragödie und Komödie zwischen 1742 und 1752, nach Entwürfen von Charles-Antoine Coypel
- Sonnenaufgang und Sonnenuntergang nach 1752, für Madame de Pompadour, Entwurf von François Boucher jetzt in der Wallace Collection.

#### Klassizismus 1755–1789
- Götterliebschaften nach 1758 stetig bis 1780 erweiterte Folge, für Madame de Pompadour, Abel François Poisson de Vandières, marquis de Marigny, Madame Du Barry, Duc de la Vallière nach Entwürfen von u. a. Pierre van Loo, Joseph Vien.
- Repräsentationsportrait Ludwig XV. nach 1763 von Louis-Michel van Loo
- Repräsentationsportrait Ludwig XVI. nach 1769 von Louis-Michel van Loo
- Geschichte Heinrichs IV. nach 1780, Entwurf von François-André Vincent

## Weitere französische Tapisserie-Manufakturen
Vorangestellt sind die Gründungsdaten.
Paris:
- 16. Jh.: Werkstatt im Dreieinigkeitshospital (frz.: „Hôpital de la Trinité“), gegründet von Maurice Dubourg Maurice Dubout und Girard Laurent dem Älteren
- 1608: Werkstatt im Louvre, von Maurice Dubout und Girard Laurent d. Ä. gegründet, ab 1613 sein Sohn Girard Laurent der Jüngere; ab ca. 1630 Pierre Dubout sein Sohn Maurice Dubout bis 1657.
- 1613: Werkstatt im Faubourg Saint-Antoine
- ????: Werkstatt im Faubourg Saint-Germain (Saint-Germain-des-Prés)
- 1657: Übergabe der Räume des Ateliers im Louvre an die Académie Royale.
- 1638: Atelier von Pierre Damour Schüler des Ateliers von Daniel Peppersack aus Reims.
- 1647: Atelier Pierre Lefebvre und Jean Lefebvre im Louvre bis 1658.
- 1662: Manufacture royale des tapisseries et des meubles de la Couronne.

Provinz:
- 14. Jh.: Arras (Nord-Pas-de-Calais), seit Anfang des 14. Jahrhunderts, durch Aufträge des Königs Karl des Weisen und seiner Onkel, der Herzöge von Anjou, von Berry und von Bourgogne begünstigt. Die Übernahme der Region, nach dem Tod Karls des Kühnen (1433–1477) veranlasst die Bildwirker, ihre Wirkungsstätten in sicherere Gegenden zu verlegen.
- 1457: Aubusson (Creuse) (Limousin), die zwei Bildwirker Jacques Bonnyn und Jean Berigne in Aubusson nachgewiesen[9]. Ab 1689 zur „manufacture royale“ (königlichen Manufaktur) erhoben. Mehrere Manufakturen sind noch heute in Aubusson tätig.
- 1536: Fontainebleau (Île-de-France), unter der Ägide von Franz I. von Angoulême gegründete kurzlebige Werkstatt unter der Leitung des flämischen Bildwirkers Léonard Thiry, bis 1540
- 16. Jh.: Bellegarde-en-Marche (Limousin), wenig bekannte Manufaktur unweit von Aubusson, bis etwa 1636 tätig.
- 1604: Amiens (Picardie) ab 1604 bis nach 1633
- 1630: Cadillac (Aquitanien), von Jean-Louis Nogaret de la Valette gegründete kurzlebige Werkstatt, fertigt die „Bataille de Jarnac“ (1632–1637, Schlacht von Jarnac) zu Ehren des Herzogs von Anjou, dem künftigen Heinrich IV.
- 1658: Maincy (Île-de-France), von Nicolas Fouquet für die Ausstattung des Schlosses Vaux-le-Vicomte gegründet, künstlerische Leitung durch Charles Lebrun, Leitung des Werkstattbetriebes durch den Meister Jean Lefebvre, bis 1661.
- 1664: Beauvais (Picardie), Manufacture Royale de tapisserie de Beauvais (haute et basse lice), nach dem Zweiten Weltkrieg in die Gobelin-Manufaktur umgezogen
- 1614: Calais (Nord-Pas-de-Calais) bis 1620
- 1689: Felletin (Limousin), die vermutlich seit längerem existierende Werkstatt wurde 1689, im gleichen Jahr wie die Werkstatt von Aubusson zur „manufacture royale“ erhoben.
- 1613: Tours (Centre-Val de Loire) ab 1613 bis ca. 1618
- 1698: Nancy (Lothringen), Manufacture de tapisserie de Nancy, bis 1719
- 1718: Lunéville (Lothringen), Manufacture de tapisserie de Lunéville, bis 1723
- 1723: Nancy (Lothringen), Atelier de tapisserie de la Malgrange, übernahm die Produktion der 1723 geschlossenen Werkstatt von Lunéville, bis 1737